# Hypsibiidae
Hypsibiidae là một họ của gấu nước hoặc lợn nước, tardigrada trong lớp Eutardigrada.

## Phân họ và chi[1]
- Phân họ Diphasconinae
  - Diphascon
  - Hebesuncus
  - Paradiphascon
- Phân họ Hypsibiinae
  - Acutuncus
  - Doryphoribius
  - Eremobiotus
  - Halobiotus
  - Hypsibius
  - Isohypsibius
  - Mixibius
  - Pseudobiotus
  - Ramajendas
  - Ramazzottius
  - Thulinius
- Phân họ Itaquasconinae
  - Astatumen
  - Itaquascon
  - Mesocrista
  - Parascon
  - Platicrista